# Primo appuntamento (programma televisivo)
Primo appuntamento è un programma televisivo italiano di genere dating show, trasmesso su Real Time dal 2017.
La prima edizione è stata trasmessa dal 14 marzo 2017 il martedì in prima serata, con repliche la mattina, per otto puntate. Durante la seconda stagione, iniziata il 28 febbraio 2018, le puntate vanno in onda il mercoledì, sempre in prima serata. La programmazione torna al prime time del martedì a partire dal 19 marzo 2019.
A partire dal 18 maggio 2021 viene trasmesso sulla stessa rete lo spin-off del programma Primo appuntamento Crociera, ambientato su una nave da crociera.
Dal 2 gennaio 2024, sempre su Real Time, viene trasmesso un secondo spin-off della trasmissione, dal titolo Primo appuntamento Hotel, ambientato in un hotel.
La sigla dei titoli di coda è la parte finale della canzone The Cave dei Mumford & Sons, sostituita da una versione riadattata dalla quinta stagione.

## Format
Il programma, basato sul format inglese First Dates, prevede in ogni puntata che persone single, mai incontratesi prima, cenino insieme (a coppie) in un ristorante allo scopo di conoscersi, scambiare esperienze e, nella migliore delle ipotesi, intraprendere una storia d'amore. Al termine della cena, i due protagonisti entrano nel confessionale "singolo", nel quale ognuno dice cosa pensa dell'altro, mentre nel confessionale "di coppia" esprimono insieme la scelta finale di rivedersi oppure no.

## Edizioni
| Edizione | Anno | Conduzione         | Messa in onda    | Messa in onda     | Episodi | Giorno di messa in onda |
| Edizione | Anno | Conduzione         | Inizio           | Fine              | Episodi | Giorno di messa in onda |
| -------- | ---- | ------------------ | ---------------- | ----------------- | ------- | ----------------------- |
| 1ª       | 2017 | Valerio Capriotti  | 14 marzo 2017    | 25 aprile 2017    | 8       | martedì                 |
| 2ª       | 2018 | Gabriele Corsi     | 28 febbraio 2018 | 25 aprile 2018    | 10      | mercoledì               |
| 3ª       | 2019 | Flavio Montrucchio | 19 marzo 2019    | 14 maggio 2019    | 10      | martedì                 |
| 4ª       | 2020 | Flavio Montrucchio | 7 gennaio 2020   | 29 settembre 2020 | 22      | martedì                 |
| 5ª       | 2021 | Flavio Montrucchio | 5 gennaio 2021   | 31 agosto 2021    | 20      | martedì                 |
| 6ª       | 2022 | Flavio Montrucchio | 4 gennaio 2022   | 13 dicembre 2022  | 30      | martedì                 |
| 7ª       | 2023 | Flavio Montrucchio | 3 gennaio 2023   | 12 dicembre 2023  | 30      | martedì                 |
| 8ª       | 2024 | Flavio Montrucchio | 19 marzo 2024    | 10 dicembre 2024  | 20      | martedì                 |
| 9ª       | 2025 | Flavio Montrucchio | 7 gennaio 2025   | 22 aprile 2025    | 16      | martedì                 |